# Виктор Черномирдин
Вѝктор Степа̀нович Черномѝрдин (на руски: Виктор Степанович Черномырдин) е руски и съветски политик – министър-председател на Русия 1992-1998г и министър на газовата промишленост на СССР през 1985-1989г , и стопански деец, като главен основател на компанията "Газпром" през 1989 г. чрез   на ръководеното от дотогава Министерство на газовата промишленост на Съветският съюз.

## Биография
Роден е в с. Чорний Отрог, Гавриловски (днес Саракташки) район, Чкаловска (днес Оренбургска) област, РСФСР. Завършва Орското техническо училище № 1, работи в Орския нефтопреработващ завод „В. П. Чкалов“ като шлосер, машинист, оператор и началник на технологична установка, като прекъсва 3 години само за задължителната военна служба. Завършва Куйбишевския политехнически институт като инженер-технолог (1966) в гр. Куйбишев (дн. Самара) и Всесъюзния задочен политехнически институт (който днес носи неговото име) в Москва (1972) като инженер-икономист.
Работи в Градския комитет на КПСС в Орск (1967 - 1973), след което оглавява Оренбургския газопреработващ завод (1973 - 1978) и после става инструктор в Отдела по тежка промишленост на ЦК на КПСС. Защитава дисертация и придобива научното звание кандидат на техническите науки (1981).
От 1982 г. е заместник-министър на газовата промишленост на СССР, а от 1983 г. е едновременно и началник на Всесъюзното промишлено обединение „Тюменгазпром“. Става министър на газовата промишленост на СССР (1985 – 1989). След това е председател на Управителния съвет на Държавния газов концерн „Газпром“ (1989 – 1992). На 30 май 1992 г. е назначен за заместник-председател на Правителството на Русия по горивно-енергетичния комплекс.
Избиран е за депутат във Върховния съвет на СССР (1984 – 1989) и депутат във Върховния съвет на РСФСР (1985 – 1990). Член е ЦК на КПСС (1986 – 1990).
На 14 декември 1992 г. е избран от Върховния съвет на Русия и назначен от президента на Русия Борис Елцин на длъжност „председател на Съвета на министрите – Правителството на Руската федерация“. От 25 декември 1993 г. длъжността се казва „председател на Правителството на Руската федерация“.
От май 1995 г. е председател на Всеруското обществено-политическо движение „Наш дом – Русия“. След парламентарните избори през декември същата година е преизбран от Държавната дума за „председател на Правителството на Руската федерация“ и остава на поста до 23 март 1998 г., когато за негов приемник е назначен Сергей Кириенко. От 24 август същата година Черномирдин временно изпълнява задълженията на председател на Правителството, като 2 пъти не е утвърдена неговата кандидатура за премиер. Остава временен премиер до 11 септември 1998 г., когато за министър-председател е избран Евгений Примаков.
От 14 април до 7 октомври 1999 г. е представител на президента на Руската федерация по регулирането на ситуацията около Съюзна република Югославия. За миротворческите му усилия на Балканите и дейността в сферата на външната политика е представен за кандидат за Нобелова награда за мир (1999).
През 1995 – 2000 г. е лидер на движението „Наш дом – Русия“. Депутат е в Държавната дума (1999 – 2001). През периода 1999 – 2000 г. е председател на Съвета на директорите на ОАО „Газпром“. Заема длъжността извънреден и пълномощен посланик на Русия в Украйна от 21 май 2001 до 11 юни 2009 г.
Черномирдин е съветник на президента Дмитрий Медведев от 17 февруари 2009 до смъртта си на 3 ноември 2010 г.

## Отличия
Носител е на редица съветски, руски и чуждестранни почетни звания, ордени, медали и други отличия.
В чест на Черномирдин са наречени обекти от образованието (университет в Москва и средни училища в Чорний Отрог и Орск), завод в Сургут, културен център в Луцк и др. На него са посветени исторически музеи, паметници и мемориални плочи.

## Черномирдинки
Виктор Черномирдин е известен с редица крилати изречения, наречени на него черномирдинки. Сред тях са:
- Бира без водка е пари на вятъра! (Пиво без водки – деньги на ветер!)
- Искахме най-доброто, а се получи както обикновено. (Мы хотели как лучше, а получилось как всегда.)
- Учителите и лекарите също искат да ядат практически всеки ден! (Учителя и врачи тоже хотят есть практически каждый день!)